# Methodenstreit
Con Methodenstreit s'intende in tedesco la controversia (o disputa, o diatriba) sul metodo, in riferimento al dibattito sorto in Germania intorno al metodo delle scienze economiche, il cui inizio si fa comunemente risalire alla pubblicazione, nel 1884, della recensione di Gustav von Schmoller dell'opera di Carl Menger Indagine sul metodo delle scienze sociali.

## I termini del dibattito
In tale disputa metodologica, i sostenitori della Scuola Storica dell'Economia tedesca come Karl G. A. Knies, Gustav Schmoller e Wilhelm G. F. Roscher con un'impostazione storicistica si opposero agli economisti marginalisti che invece adottavano l'approccio analitico tipico della scuola austriaca come lo stesso Menger. I primi sostenevano l'irriducibilità dei fenomeni economici e sociali a spiegazioni di carattere generale, mentre i secondi sostenevano la possibilità di spiegare il comportamento delle diverse soggettività con leggi e teorie economiche. La disputa non riguardò esclusivamente le scienze economiche, ma con gli autori dello storicismo tedesco (Wilhelm Dilthey, Wilhelm Windelband, Heinrich Rickert) si estese anche al distinguo fra scienze dello spirito (Geisteswissenschaften) e scienze della natura (Spurenwissenschaften), discipline idiografiche e nomotetiche, comprensione (versöhnung) e spiegazione (erklären).

## Logica delle scienze sociali
Con lo stesso nome è stato definito anche lo scontro epistemologico fra il metodo scientifico del razionalismo critico e il metodo dialettico della Scuola di Francoforte che prese avvio a Tubinga nell'ottobre del 1961, in occasione del Congresso indetto dalla Società Tedesca di Sociologia sul tema Logica delle scienze sociali.
Questo congresso fu aperto dalle relazioni di Karl Popper e di Theodor Adorno, con il primo intenzionato a sostenere la tesi dell'unità del metodo scientifico, estendibile anche ai fenomeni sociali, e con il secondo invece deciso ad affermare che il metodo non è indifferente all'oggetto della ricerca, e che la sociologia non può ignorare la dipendenza dei singoli fenomeni osservati dal tutto della società: «i fatti non sono, nella società, la realtà ultima.»
La controversia continuerà negli anni successivi, col nome di Positivismusstreit, per opera dei rispettivi allievi: Hans Albert e Jürgen Habermas.